# Torey Krug
Torey Krug (* 12. April 1991 in Livonia, Michigan) ist ein US-amerikanischer Eishockeyspieler. Der Abwehrspieler steht seit Oktober 2020 bei den St. Louis Blues unter Vertrag und verbrachte zuvor acht Jahre bei den Boston Bruins. Zuvor spielte er für das Team der Michigan State University in der CCHA.

## Karriere

### Jugend
Torey Krug spielte in seiner Jugend im 21 km von seiner Heimatstadt Livonia entfernten Detroit bei Belle Tire. Von dort wechselte er 2008 zu Indiana Ice in die United States Hockey League, wo er gleichzeitig die Cathedral High School besuchte. In seiner ersten und einzigen Saison gewann er mit seinem Team direkt die Play-offs um den Clark Cup. Bereits in der regulären Saison führte Krug die Verteidiger-Statistik mit 37 Vorlagen und insgesamt 47 Punkten an und hielt diese Position auch mit sechs Assists und sieben Punkten in den Play-offs. Im Anschluss an die Saison 2008/09 ging er an die Michigan State University, um nun für deren Team, die Spartans, auf dem Eis zu stehen. Erneut führte er die Statistik aller Freshmen-Verteidiger in der Kategorie Punkte an und wurde in das All Rookie Team der Central Collegiate Hockey Association (CCHA) gewählt. Bereits in der zweiten Spielzeit in an der Michigan State führte er die Mannschaft als gewählter Kapitän an und erreichte 28 Punkte in 38 Spielen. Zudem wurde er in das All-CCHA First Team gewählt und erhielt die Auszeichnung des All-CCHA Best Offensive Defenseman sowie die des mannschaftsinternen MVP. Mit dem Team gewann er 2011 die Ligameisterschaft. Im Folgejahr, seinem letzten in Michigan, gewann er neben den beiden CCHA-Auszeichnungen des Vorjahres auch den CCHA Player of the Year Award. Die Statistik führte er zum Ende der regulären Saison gemeinsam mit T. J. Tynan mit 29 Punkten an und war damit erst der fünfte Spieler der Michigan State (vorher u. a. Lou Nanne und Mike Crowley) sowie der erste Verteidiger, dem dies gelang.

### NHL
Am 25. März 2012 unterzeichnete Krug einen Entry Level Contract bei den Boston Bruins. Zwar trainierte er vorerst im Kader des AHL-Farmteams Providence Bruins, wurde jedoch bereits eine Woche später für das Spiel gegen die Pittsburgh Penguins nominiert, da mit Adam McQuaid ein etatmäßiger Verteidiger ausfiel. Auch zwei Tage später, beim 3:1-Erfolg gegen die Ottawa Senators, stand Krug auf dem Eis und gab seine erste Torvorlage in der NHL. In den anschließenden Play-offs spielte Krug nicht mehr; Boston scheiterte bereits in der ersten Runde mit 3:4 an den Washington Capitals.
Die reguläre Saison 2012/13 verbrachte er fast ausschließlich bei den Providence Bruins. In der ersten Hälfte der Spielzeit hinderte Krug eine langwierige Knöchelverletzung an überzeugenden Leistungen; erst nach einer mehrwöchigen Pause war er ab Mitte Januar 2013 wieder vollständig regeneriert und kam so noch auf 45 Punkte in 63 Spielen in der AHL. In der NHL kam er nur zu einem Einsatz in der regulären Saison, wobei ihm erneut eine Torvorlage gelang. Nachdem 2012/13 für Krug bereits beendet schien verletzten sich aus dem NHL-Kader mit Dennis Seidenberg, Wade Redden und Andrew Ference drei etatmäßige Verteidiger, sodass Krug für das Conference-Halbfinale der Play-offs gegen die New York Rangers nachnominiert wurde. In der Folge traf er in den fünf Spielen gegen die Rangers vier Mal und war damit der erste Rookie-Verteidiger der NHL-Geschichte, dem vier Tore in den ersten fünf Play-off-Spielen der Karriere gelangen. Zudem war er damit nach Andy Delmore der zweite Rookie-Verteidiger, der vier Tore in einer Play-off-Serie erzielte. Krug kam insgesamt auf 15 Play-off-Einsätze und erreichte mit dem Team das Stanley-Cup-Finale, wo man jedoch an den Chicago Blackhawks mit 2:4 scheiterte.
Seit der Saison 2013/14 ist Krug fester Bestandteil des NHL-Kaders und schoss am 5. Oktober 2013 im Spiel gegen die Detroit Red Wings sein erstes NHL-Tor einer regulären Saison. Zum Ende der regulären Spielzeit schaffte Boston als Divisionssieger den Einzug in die Play-offs, während Krug mit 40 Punkten der beste Rookie-Verteidiger war. In den Play-offs scheiterten die Bruins im Conference-Halbfinale an den Canadiens de Montréal. Nach dem Ende der Saison wurde Krug ins NHL All-Rookie Team gewählt.
Bei der Weltmeisterschaft 2015, bei der er sein Heimatland erstmals auf internationalem Niveau vertrat, gewann er mit der Mannschaft die Bronzemedaille. Nach der Saison 2015/16 erhielt Krug einen neuen Vierjahresvertrag in Boston, der ihm ein Gesamtgehalt von 21 Millionen US-Dollar einbringen soll. Nach acht Jahren in Boston wurde sein auslaufender Vertrag nach der Spielzeit 2019/20 nicht verlängert, sodass er sich im Oktober 2020 als Free Agent den St. Louis Blues anschloss. Dort unterzeichnete er ein neues Arbeitspapier, das ihm in den folgenden sieben Spielzeiten ein durchschnittliches Jahresgehalt von 6,5 Millionen US-Dollar einbringen soll. Zum Zeitpunkt seines Weggangs aus Boston hatten nur vier Verteidiger mehr Punkte im Trikot der Bruins erzielt als er (337).

## Erfolge und Auszeichnungen
| - 2010 All-CCHA Rookie Team - 2011 All-CCHA First Team - 2011 All-CCHA Best Offensive Defenseman - 2012 All-CCHA First Team | - 2012 All-CCHA Best Offensive Defenseman - 2012 CCHA Player of the Year - 2014 NHL All-Rookie Team |

### International
- 2015 Bronzemedaille bei der Weltmeisterschaft

## Karrierestatistik

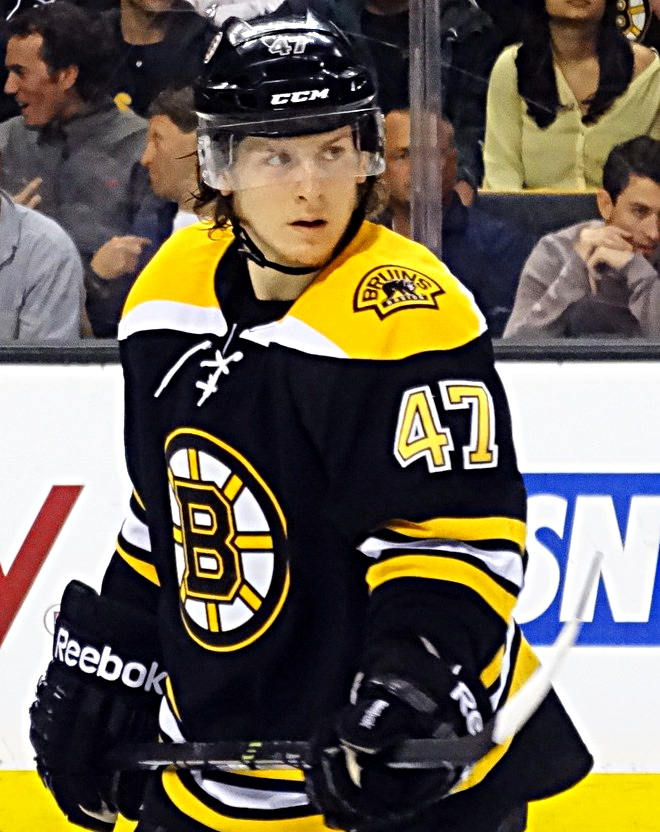
Krug im Trikot der Boston Bruins (2013)

Stand: Ende der Saison 2024/25

### International
Vertrat die USA bei:
- Weltmeisterschaft 2015

(Legende zur Spielerstatistik: Sp oder GP = absolvierte Spiele; T oder G = erzielte Tore; V oder A = erzielte Assists; Pkt oder Pts = erzielte Scorerpunkte; SM oder PIM = erhaltene Strafminuten; +/− = Plus/Minus-Bilanz; PP = erzielte Überzahltore; SH = erzielte Unterzahltore; GW = erzielte Siegtore; 1 Play-downs/Relegation; Kursiv: Statistik nicht vollständig)